# أحمد عيسى عوض
اَحْمَدْ عِيْسَيٌ عَوَضْ ولد عام 1955 في العاصمة بنط لاند غارووي، وهو سياسي صومالي ودبلوماسي السابق لسفارة الصومال لولايات الأمريكية المتحدة ووزير الخارجية للصومال.

## سيرته
درس في جامعة كونكورديا في ماونت رويال بكندا، ثم في جامعة الخرطوم والجامعة السودانية للعلوم والتكنولوجيا. عين سفيراً للصومال لدى الولايات المتحدة - واشنطن في عام 2015. شغل منصب وزير الخارجية منذ 4 يناير 2018.